# 伊勢市立有緝小学校
伊勢市立有緝小学校（いせしりつゆうしゅうしょうがっこう）は、三重県伊勢市船江二丁目にある公立小学校。

## 概要
- 校名の「有緝」は、中国の「詩経」の一節「授几有緝御（きをさずくるにしゅうぎょあり）」からとっている。年長者を敬い、その恩に感謝して平和な社会を建設するという意味である。
- 校地面積：12,767m2
- 構成は校舎（鉄筋コンクリート3階建て、延床面積：約5,100m2）、体育館（1,051m2）、プールなどである。

## 沿革
- 1874年2月2日 - 河崎学校を創設する。（修業年限4ヵ年）
- 1874年3月7日 - 船江学校を創設する。
- 1877年 - 河崎学校の校舎が新築落成する。
- 1883年 - 河崎学校と船江学校が統合して有緝学校となる。河崎校舎を本校、船江校舎を分教場とする。
- 1887年4月 - 有緝尋常小学校と改称する。本校を増築し、分教場を廃止する。尋常科4ヵ年、演習科1ヵ年を設置する。
- 1895年4月 - 演習科を補習科と改称する。
- 1897年4月 - 2年制の補習科を設置する。
- 1897年10月 - 有緝商業補習学校（3年）を併設する。
- 1899年4月 - 有緝商業補習学校を廃止する。
- 1900年3月 - 校医を置く。
- 1908年4月 - 修業年限を6ヵ年とする。（勅令第52号の改正）
- 1908年5月20日 - 現在地に校舎が新築落成する。この日をもって創立記念日とする。
- 1910年4月30日 - 校舎を増築落成する。
- 1911年4月1日 - 宇治山田市第三尋常小学校と改称する。
- 1917年5月 - 御大典記念館を建築する。
- 1921年 - 高等科を併置する。4教室を増築する。
- 1928年4月1日 - 宇治山田市有緝尋常高等小学校と改称する。
- 1931年12月 - 南校舎の6教室を移築する。
- 1932年12月 - 本館を建築する。
- 1935年11月 - 講堂が落成する。
- 1941年4月1日 - 国民学校令の施行に伴い、宇治山田市有緝国民学校と改称する。
- 1945年7月29日 - 宇治山田空襲により、御大典記念館が焼失する。
- 1947年2月 - PTAが発足する。
- 1947年4月1日 - 学校教育法の施行に伴い、宇治山田市立有緝小学校と改称する。
- 1949年5月 - 給食場を増築する。
- 1955年1月1日 - 市名改称に伴い、伊勢市立有緝小学校と改称する。
- 1956年1月 - 校舎の補強工事を実施する。
- 1959年1月23日 - 学校給食優良校として表彰される。
- 1959年3月2日 - 「よいこの像」を設置する。2教室を増築する。
- 1959年9月26日 - 伊勢湾台風のため、校舎が大破する。
- 1960年3月31日 - 台風被害の校舎・講堂が原型を復旧する。
- 1963年3月31日 - 鉄筋コンクリート3階建ての新校舎が落成する。
- 1965年3月 - 鉄筋校舎前学園完成。
- 1966年7月15日 - プールが竣工する。
- 1967年7月14日 - プール更衣室が落成する。
- 1968年5月10日 - 工芸指導所が使用していた3教室が返還される。
- 1971年4月 - 伊勢市立倉田山中学校よりプレハブの2教室を移築する。
- 1972年5月 - プレハブの2教室を増築する。
- 1974年5月28日 - 飛地2教室の撤去が完了する。
- 1974年6月1日 - 新校舎（4階建て）の第一期工事起工式を挙行する。
- 1975年2月15日 - 第一期工事が完了する。
- 1975年4月15日 - 新校舎に職員室・教室を移転する。
- 1976年3月6日 - 第二期工事が完了、新校舎の落成式を挙行する。
- 1976年8月31日 - 中庭が完成する。
- 1982年9月 - 体育庫を増設する。
- 1986年4月 - 精神薄弱児学級を開設する。
- 1988年4月 - 情緒障害児学級を開設する。
- 1990年8月3日 - 屋内運動場が竣工する。
- 1991年3月28日 - 屋内運動場が落成する。
- 1999年3月31日 - 情緒障害児学級を閉鎖する。
- 2005年4月1日 - 3学期制から2学期制へ移行する。
- 2005年8月 - 老朽化した校舎の建て替えのため、プレハブの仮設校舎（2階建て、延床面積：約3,200m2）を設置する。
- 2005年9月 - 新校舎の建設工事を着工する。
- 2006年10月10日 - 新校舎が9月末に完成、完成式を挙行する。

## 周辺
- 伊勢市立有緝幼稚園
- 伊勢河崎商人館
- 船江上社・河原淵神社
- ミタス伊勢
- 伊勢赤十字病院

## 交通アクセス
- JR東海 近鉄 伊勢市駅南口より約1.3km、徒歩約16分
- 近鉄 伊勢市駅北口より約900m、徒歩約11分
- 近鉄 宇治山田駅より約1.2km、徒歩約15分
- 三重交通バス 伊勢市駅より「一色町」または「大湊」行き乗車、「旭通」バス停下車徒歩1分